# Bóle głowy u kobiet w ciąży
Bóle głowy u kobiet w ciąży – u wielu kobiet, zwłaszcza we wczesnym okresie ciąży, zdarzają się krótkotrwałe bóle głowy, niewymagające przyjmowania leków. Zwykle po wypiciu ciepłej, osłodzonej herbaty i krótkim odpoczynku w dobrze wywietrzonym pokoju ustępują samoistnie. Przyczyny ich występowania nie zostały dotychczas dokładnie poznane – uważa się, że jest to reakcja organizmu kobiety na ciążę.
Bóle głowy mogą pojawić się też w ciąży zaawansowanej, przyjmując charakter nawracający i bardziej nasilony. Ich przyczynami mogą być długotrwałe zaparcia stolca, zmęczenie albo niektóre procesy chorobowe (nadciśnienie tętnicze, niedokrwistość czy choroby nerek). Bólów tych, szczególnie niewiadomego pochodzenia, nie wolno lekceważyć ani leczyć doraźnie, lecz bezzwłocznie należy zasięgnąć porady lekarskiej.